# Romeo!
Romeo! es una serie de televisión de estadounidense y Canadiense, una comedia de situación, estrenada el 14 de septiembre de 2003 en Estados Unidos. La serie tuvo un total de 53 episodios divididos en 3 temporadas. La serie fue grabada en Canadá y la ambientación en Seattle, Washington. Esta serie terminó el 23 de julio de 2006 y fue reestrenada en 2008 por TeenNick y Black Entertainment Television.

## Sinopsis
La serie gira en torno a las travesuras de Romeo Miller, un aspirante a rapero, que su familia tiene una pasión por la música, junto con su padre, productor de registro, Master P. Romeo es parte de una banda de hip-hop, junto con sus hermanos Louis, Gary y Jodi. El show sigue las aventuras de Romeo y su familia.

## Personajes

### Principales
- Romeo es Romeo Miller: es el protagonista de la serie, su más grande sueño es ser rapero.
- Master P es Percy Miller: es el padre de Romeo, que lo ayuda para ser rapero.
- Erica O'Keith es Jodi Miller: es la hermana de Romeo.
- Noel Callahan es Louis Testaverde es el hermano adoptivo de Romeo y tienen la misma edad.
- Zachary Isaiah Williams es Gary Miller: es hermano de Romeo.
- Natashia Williams es Angeline "Angie" Eckert-Miller: (temporada 2 +) es la madrastra de Romeo.
- Victoria Jackson es Marie Rogers: (temporada 1) es la niñera de la familia
- Morris Smith es Bobby Miller: el nuevo miembro de la familia Miller, nacido en la temporada 3. Angelina está embarazada con él durante la mayor parte de la temporada 3. Su apodo es "Big Bobby Miller". No tiende a llorar mucho y solo se molesta cuando tiene hambre.

### Secundarios
- Brittney Wilson es Myra Salinger: amiga de Romeo y es su media-novia.
- Simeón Taole es Riley Morrison: (temporadas 2 +) es uno de los mejores amigos de Romeo.
- Brittany Moldowan es Peyton Cruz: (temporadas 2 +), enemiga de Romeo en la temporada 2.
- Ashley Phillips como Ashley Phillips: (temporadas 2 +), el nuevo vocalista de la banda que va a la escuela de Romeo y Louis.
- Lil' JJ es Jason Brooks: (temporadas 2 +) es uno de los mejores amigos de Romeo.

## Episodios
| Temporada | Temporada | Episodios | Estreno Original         | Estreno Original    |
| Temporada | Temporada | Episodios | Estreno                  | Final               |
| --------- | --------- | --------- | ------------------------ | ------------------- |
|           | 1         | 20        | 13 de septiembre de 2003 | 26 de junio de 2004 |
|           | 2         | 20        | 28 de agosto de 2004     | 8 de mayo de 2005   |
|           | 3         | 13        | 1 de abril de 2006       | 23 de julio de 2006 |

Romeo! en total, tuvo 3 temporadas y 53 episodios durante 2003 hasta 2006. Romeo! fue una de las series que tuvo éxito en Nickelodeon. Finalizó en la temporada 3 con 13 episodios en el episodio especial de 1 hora llamado "Ro' Trip".